# Flamingo-pequeno

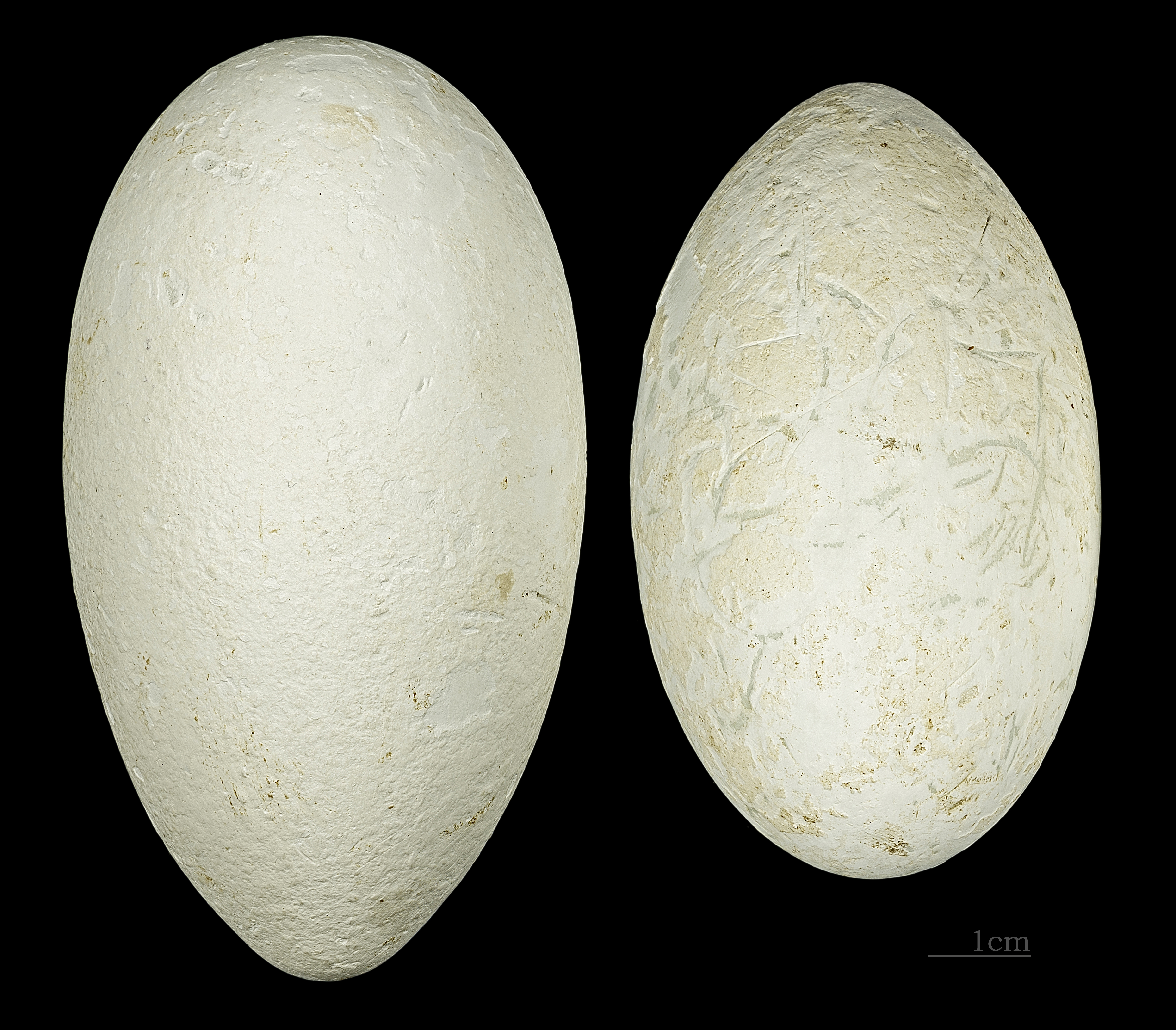
Phoeniconaias minor MHNT

O flamingo-pequeno (Phoeniconaias minor) é uma ave da família Phoenicopteridae. É um pouco menor que o flamingo-comum, distinguindo-se pelas tonalidades mais intensas da plumagem e pelo bico escuro.
Este flamingo distribui-se pela África tropical, sendo muito raro na Europa. Existem algumas observações em Portugal, mas não se sabe se as aves em causa eram genuinamente selvagens.
Os flamingos produzem uma espécie de “leite” para alimentar as suas crias. O leite do papo é produzido, quer pelos machos, quer pelas fêmeas, pelo sistema digestivo.
Esta espécie é a menor entre os flamingos e a que apresenta a plumagem mais brilhante. Têm cabeça pequena, pescoço longo, corpo relativamente grande e pernas altas. O bico é comprido e escuro. Os machos são ligeiramente maiores do que as fêmeas.
Têm poucos predadores naturais uma vez que vivem em locais inóspitos, como os lagos com concentrações salinas elevadíssimas e de pH alcalino.

## Subespécies
A espécie é monotípica (não são reconhecidas subespécies).